# Publow
Publow är en civil parish i enhetskommunen Bath and North East Somerset i sydvästra England. Det inkluderar Pensford.